# Костелёво (бывшая Купуйская волость)
Костелёво — деревня в Великолукском районе Псковской области России. Входит в состав сельского поселения «Купуйская волость».
Расположена в центре района, на берегу реки Сверетица, в 6 км к западу от волостного центра Купуй и в 22 км к югу от райцентра Великие Луки.

## Население
Численность населения по оценке на 2000 год составляла 2 жителя, на 2010 год — 1 житель.